# Emily Wilson (Altphilologin)

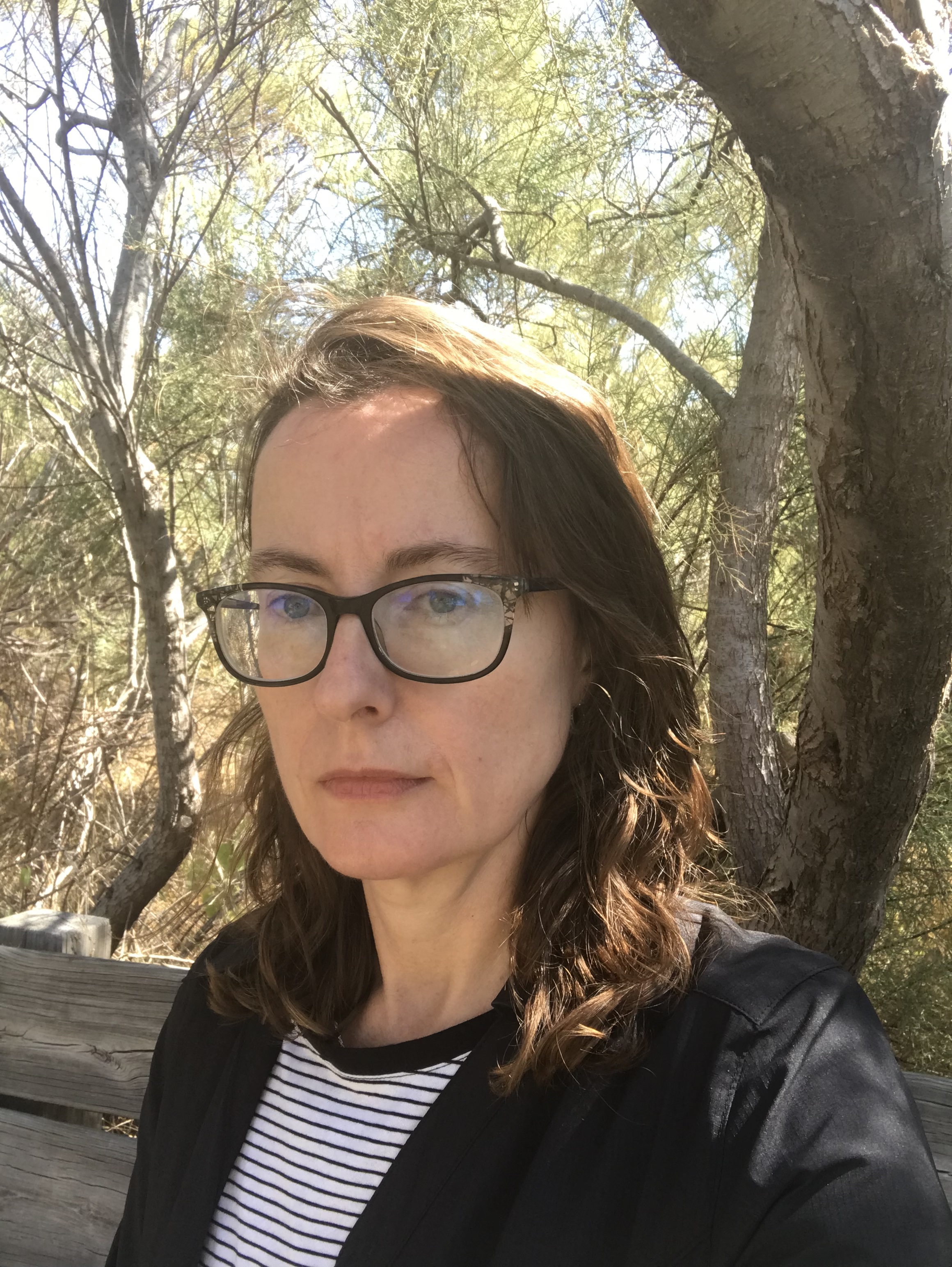
Emily Wilson (2022)

Emily Rose Caroline Wilson (* 1971 in Oxford, England), auch Emily R. Wilson, ist eine britisch-US-amerikanische Altphilologin und Professorin für Classical Studies an der University of Pennsylvania. Bekannt wurde sie für ihre Übersetzungen von Homers Odyssee (2017) und Ilias (2023).

## Leben
Emily Wilson wurde 1971 in Oxford geboren. Ihre Mutter war die Literaturwissenschaftlerin Katherine Duncan-Jones (1941–2022), ihr Vater der Schriftsteller und Journalist Andrew Wilson (* 1950). Sie hat eine jüngere Schwester, die Kulturhistorikerin und Schriftstellerin Bee Wilson (* 1974), die vor allem auf dem Gebiet der Food Studies arbeitet. Auch mehrere Verwandte ihrer Eltern waren im Hochschulbereich aktiv. Wilson wuchs so in einem akademischen, aber wenig persönlichen Umfeld auf. Als Jugendliche entwickelte sie eine Essstörung, 1988 ließen sich ihre Eltern scheiden. Inspiriert durch eine Schulaufführung von Homers Odyssee, in der sie die Göttin Athene spielte, strebte Wilson eine Laufbahn als Übersetzerin klassischer Literatur an. 1994 erhielt sie einen Bachelor of Arts in literae humaniores, klassischer Literatur und Philosophie vom Balliol College der University of Oxford. Sie setzte danach ihr Hochschulstudium in Oxford fort und schloss 1996 ihr Master-Studium in English Renaissance Literature am Corpus Christi College ab. Danach promovierte sie und erhielt 2001 ihren Ph.D. in Classics und Komparatistik von der Yale University. Sie ist Professor for Classical Studies an der University of Pennsylvania, wo sie neben den Classical Studies auch Komparatistik unterrichtet. Wilson ist zweimal geschieden, liiert und Mutter dreier Töchter. 2022 erhielt sie die US-amerikanische Staatsbürgerschaft.
Wilson hat mehrere Monografien und Übersetzungen auf dem Gebiet der Classical Studies veröffentlicht. Ihre Dissertation behandelte das overliving in der Literatur, also tragische Lebensenden, bei denen dem Protagonisten durch eine Krankheit oder eine Haftstrafe schon vor dem Tod die Möglichkeit zu einem normalen Leben genommen worden war. Dafür zog sie Beispiele aus den Werken von Sophokles, Euripides, Seneca, William Shakespeare und John Milton heran. Die Schrift publizierte sie 2005 als Monografie in der Johns Hopkins University Press. 2007 veröffentlichte sie eine Biografie von Sokrates, die sich besonders mit seinem Tod und der Wahrnehmung seiner Todesumstände im antiken Griechenland auseinandersetzte. 2010 publizierte sie unter dem Titel Six Tragedies eine Übersetzung von sechs Tragödien Senecas als Teil der Reihe Oxford World’s Classics der Oxford University Press. Seit 2012 ist sie Herausgeberin der Buchreihen Norton Anthology of World Literature und Norton Anthology of Western Literature, die bei W. W. Norton & Company erscheinen. 2021 editierte sie die Anthologie A Cultural History of Tragedy in Antiquity über die antike Kulturgeschichte der Tragödie als literarische Form. Weitere Veröffentlichungen Wilsons sind unter anderem eine Monographie zu Seneca (The Greatest Empire, 2014) und Übersetzungen von vier Werke des Euripides im Sammelband  The Greek Plays (2016).
2017 publizierte Wilson ihre Übersetzung von Homers Odyssee, womit sie zur ersten Frau wurde, die eine englischsprachige Übersetzung des antiken Meisterwerkes veröffentlichte. Wilson jedoch sieht diese Zuschreibung als Ablenkung vom eigentlichen Werk an. Nach eigener Aussage war es ihr Ziel, Homers Werk möglichst kompakt und der ursprünglichen Konnotation entsprechend ins Englische zu übertragen, ohne dem Werk inhaltlich einen modernen Stempel aufzudrücken oder es zu „archaisieren“. Gleichzeitig erkennt sie an, dass jede Übersetzung ein interpretativer Akt ist. Formatiert in einem jambischen Pentameter – statt des originalen daktylischen Hexameters –, versuchte Wilson stilistisch gesehen, eine Odyssee zu erschaffen, die für die heutige englischsprachige Leserschaft leicht zu lesen ist. Richard Hughes Gibson sprach daher von einer „Anglofizierung“ Homers. Dieser Ansatz bescherte ihr in der allgemeinen Öffentlichkeit große Aufmerksamkeit. Unter anderem landete das Buch auf der Liste der 100 Notable Books of 2018 der New York Times. Fachlich kritisierte beispielsweise Richard Whittaker in der Fachzeitschrift Acta Classica verschiedene Unsauberkeiten in der Übersetzung und sprach von einer sehr unorthodoxen, aber wissenschaftlich nicht empfehlenswerten Übersetzung. Sechs Jahre später erschien auch ihre Übersetzung von Homers Ilias, die sie mit dem gleichen Ansatz ins Englische übertrug. So rezensierte die Althistorikerin Emily Greenwood Wilsons Übersetzung im Yale Review als gut zu lesende Übersetzung, die „zu großen Teilen auf den High-School- und College-Lehrbuch-Markt“ abzielt, also auch für Laien zugänglich ist. Auch Wilsons Ilias wurde von der New York Times auf deren Liste der 100 Notable Books aufgenommen, diesmal für das Jahr 2023.

## Ehrungen
- 2003: Charles Bernheimer Prize der American Comparative Literature Association für Mocked with Death: Tragic Overliving from Sophocles to Milton[3]
- 2006/2007: Fellow der American Academy in Rome (FAAR)[3]
- 2019: MacArthur Fellowship[14]
- 2019: W. G. Sebald Lecture[15]
- 2020: Guggenheim-Stipendium[16]

## Publikationen (Auswahl)
Monografien
- Mocked with Death: Tragic Overliving from Sophocles to Milton. Dissertation an der Yale University, 2001. Johns Hopkins University Press, Baltimore 2005. ISBN 978-0-8018-7964-7.
- The Death of Socrates: Hero, Villain, Chatterbox, Saint. Profile Books, London 2007. ISBN 978-1-86197-762-5.
- The Greatest Empire: A Life of Seneca. Oxford University Press, New York 2014. ISBN 978-0-19-992664-0.

Übersetzungen
- Seneca: Six Tragedies (= Oxford World’s Classics). Oxford University Press, New York 2010. ISBN 978-0-19-280706-9.
- Homer: The Odyssey. W. W. Norton & Company, New York 2017. ISBN 978-0-393-08905-9.
- Homer: The Odyssey (= Norton Critical Editions). W. W. Norton & Company, New York 2020. ISBN 978-0-393-65506-3.
- Sophokles: Oedipus Tyrannos (= Norton Critical Editions). W. W. Norton & Company, New York 2021. ISBN 978-0-393-65514-8.
- Homer: The Iliad. W. W. Norton & Company, New York 2023. ISBN 978-1-324-00180-5.

Herausgeberschaften
- A Cultural History of Tragedy in Antiquity (= Rebecca Bushnell (Hrsg.): The Cultural Histories Series). Bloomsbury, New York 2021. ISBN 978-1-4742-8789-0.